# Seglingsberg kraftstation
Seglingsberg kraftstation är ett vattenkraftverk i Kolbäcksån. Det ligger i Seglingsberg i Ramnäs socken i Surahammars kommun. Kraftstationen byggdes 1960. Parallellt med kraftstationen ligger en sluss i Strömsholms kanal.